# Мінюра Євдоким Петрович

Є. Мінюра. Відпочинок біля річки (1935).

Євдоким Петрович Мінюра (31 липня 1880, с. Реутинці Кролевецького повіту Чернігівської губ. — 1963, м. Харків) — український художник, сценограф, педагог. Член Харківського обласного товариства художників (1924—1963).

## Життєпис
Народився 1880 року в багатодітній сім'ї в селі Реутинці, нині Конотопського району Сумської області. Навчався в місцевій церковноприходській школі. З дитячих років мріяв малювати.
Рано почав працювати, вчився малярній справі.
Згодом поступив на навчання до Київського художнього училища. Після складання екзамену з малювання, Євдоким був зарахований на живописний відділ. Як сумлінного учня, його звільнили від оплати за навчання, дозволили відвідувати загальноосвітні класи, лекції з мистецтва. Його вчителями були відомі митці Олександр Мурашко, Микола Пимоненко, Іван Селезньов. В училищі Євдоким Мінюра познайомився з Іваном Кавалерідзе.
Після закінчення училища викладав малювання в гімназії Маріуполя. У 1918—1924 рр. жив у Ромнах, викладав у Роменському реальному училищі. Був активним учасником місцевого товариства «Просвіта», створеного 1917 року. Брав участь в оформленні вистав Українського драматичного театру Роменської «Просвіти», серед яких вистави «В катакомбах» та «Лісова пісня» за творами Лесі Українки (обидві — 1919, режисер Іван Кавалерідзе).
З 1924 р. жив і викладав малювання в дитячих будинках, трудшколах, технікумах Харкова. У 30-х роках очолював гурток малювання при Харківському палаці піонерів. Був першим вчителем відомого українського художника Олександра Хмельницького.
У післявоєнні роки викладав малюнок у Харківському машинобудівному інституті.
Брав участь в археологічних експедиціях на півдні України.
Був учасником художніх виставок. Вперше роботи художника експонувалися у 1908—1909 рр. на виставці товариства «Світ мистецтва» («Мир искусства») в Києві. 1910 року демонстрував свої твори на виставці художників-киян, 1911—1912 рр. — на Українській художній виставці.
1916 року у Маріуполі відбулася перша персональна виставка, на якій було представлено понад 100 робіт митця. В цей період життя його вабили пейзажні мотиви та картини старослов'янської історії.
В 1920-х рр. брав участь у виставці, присвяченій десятиріччю Жовтня, Шостій українській художній виставці та 3-х виставках Асоціації художників Червоної України.
Багато картин художника було втрачено під час Другої світової війни.
1960 року з нагоди 80-річчя митця у Харкові відбулася ретроспективна персональна виставка його творів.
Помер художник на 83-му році життя, в 1963 році. До останніх днів був активним членом Харківського обласного товариства художників.
1965 року майже всю художню спадщину Є. Мінюри — 60 картин було передано Реутинській восьмирічній школі, де було створено музей художника. Нині картини знаходяться в Кролевецькому краєзнавчому музеї.
Велика колекція творів Євдокима Мінюри, а також його портрет роботи В. М. Коровчинського зберігаються в фондах Роменського краєзнавчого музею.

## Творчість
Одним з улюблених жанрів Є. Мінюри був пейзаж. Художник часто малював живописні українські краєвиди, рідне село, тихоплинну річку Реть («Вулиця в селі Реутинці», «Млин на річці Реті»).
В 1920 році на замовлення роменської організації «Просвіта» створив портрети просвітян, які трагічно пішли з життя 1919 року.
В середині 1920-х рр., працюючи в дитбудинку, митець створив галерею портретів його вихованців. Ці твори сповнені справжнього гуманізму, теплого почуття до дітей, що втратили своїх батьків під час громадянської війни («Дівчинка з дитбудинку»).
Вивчаючи життя Харківщини, художник написав психологічно виражений портрет мужнього трудівника полів («Колгоспник», 1936).
Значне місце у творчості Є. Мінюри займав історичний живопис: картини «Поклоніння волхвам», «Князь Олег», «Табір скіфів», «Похід запорожців», «Під Корсунем 16 травня 1648 р.» та інші.

## Вибрані твори
«Дід Бобир» (1908), «Поклоніння волхвам», «Князь Олег» (обидва — 1911), «Вулиця в селі Реутинці», «Табір скіфів» (обидва — 1913), «Млин на річці Реті», «Учительки вишивають» (обидва — 1914), «Хата в селі Реутинці» (1915), «Олена Лучина» (1916), «Вечір на Полтавщині» (1922), «Діти в лісі» (1928), «Ранок» (1932), «Перед дощем» (1933), «Відпочинок біля річки» (1935), «Видубицький монастир» (1945), «Купало», «Похід запорожців» (обидва — 1952), «Під Корсунем 16 травня 1648 року» (кін. 1950-х рр.).